# Штефенешть (Арджеш)
Штефенешть, Штефенешті (рум. Ștefănești) — місто у повіті Арджеш в Румунії. Адміністративно місту підпорядковані такі села (дані про населення за 2002 рік):
- Ізворань (829 осіб)
- Валя-Маре-Подгорія (4184 особи)
- Віїшоара (667 осіб)
- Голешть (1225 осіб)
- Енкулешть (560 осіб)
- Зевой
- Штефенештій-Ной (2800 осіб)

Місто розташоване на відстані 102 км на північний захід від Бухареста, 6 км на схід від Пітешть, 108 км на північний схід від Крайови, 102 км на південний захід від Брашова.

## Населення
За даними перепису населення 2002 року у місті проживали 12 983 особи.
Національний склад населення міста:
| Національність | Кількість осіб | Відсоток |
| -------------- | -------------- | -------- |
| румуни         | 12607          | 97,1%    |
| цигани         | 356            | 2,7%     |
| угорці         | 5              | < 0,1%   |
| німці          | 4              | < 0,1%   |
| болгари        | 3              | < 0,1%   |
| греки          | 3              | < 0,1%   |
| серби          | 2              | < 0,1%   |
| італійці       | 1              | < 0,1%   |

Рідною мовою назвали:
| Мова       | Кількість осіб | Відсоток |
| ---------- | -------------- | -------- |
| румунська  | 12951          | 99,8%    |
| циганська  | 15             | 0,1%     |
| угорська   | 4              | < 0,1%   |
| німецька   | 3              | < 0,1%   |
| болгарська | 3              | < 0,1%   |
| сербська   | 2              | < 0,1%   |
| російська  | 1              | < 0,1%   |
| грецька    | 1              | < 0,1%   |
| італійська | 1              | < 0,1%   |

Склад населення міста за віросповіданням:
| Релігія                                       | Кількість осіб | Відсоток |
| --------------------------------------------- | -------------- | -------- |
| православні                                   | 12767          | 98,3%    |
| лютерани                                      | 61             | 0,5%     |
| п'ятдесятники                                 | 51             | 0,4%     |
| адвентисти                                    | 27             | 0,2%     |
| римо-католики                                 | 24             | 0,2%     |
| баптисти                                      | 19             | 0,1%     |
| бретрени                                      | 16             | 0,1%     |
| реформати                                     | 3              | < 0,1%   |
| греко-католики                                | 3              | < 0,1%   |
| лютерани (Синодально-пресвітеріанська церква) | 2              | < 0,1%   |
| не релігійні                                  | 2              | < 0,1%   |
| мусульмани                                    | 1              | < 0,1%   |
| лютерани (Аугсбурзького сповідання)           | 1              | < 0,1%   |
| юдеї                                          | 1              | < 0,1%   |

## Зовнішні посилання
- Дані про місто Штефенешть на сайті Ghidul Primăriilor